# 田中寧夫
田中 寧夫（たなか やすお、1932年〈昭和7年〉2月24日 - ）は、日本の元競泳選手。

## 経歴
福岡県久留米市のあけぼの商店街の森恒呉服店の子として生まれる。福岡県立明善高等学校を経て、早稲田大学に入学する。
大学在学中、1952年ヘルシンキオリンピックに競泳日本代表として男子400m自由形に出場。準決勝で9位となり、決勝進出はならなかった。